# Adetomeris reedi
Adetomeris reedi är en fjärilsart som beskrevs av Emilio Ureta 1942. Adetomeris reedi ingår i släktet Adetomeris och familjen påfågelsspinnare. Inga underarter finns listade i Catalogue of Life.